# Federação de Futebol do Paquistão
A Federação de Futebol do Paquistão (em inglês:  Pakistan Football Federation, PFF) é o órgão dirigente do futebol do Paquistão, responsável pela organização dos campeonatos disputados no país, bem como os jogos da seleção nacional nas diferentes categorias. Foi fundada em 1947 e é filiada à Federação Internacional de Futebol (FIFA) desde 1948 e à Confederação Asiática de Futebol (AFC) desde 1954. A sede da PFF fica na FIFA Football House, em Lahore, Punjab, próximo ao Estádio Punjab. Faisal Saleh Hayat é o atual presidente da entidade.

## Visão geral
A PFF rege todos os clubes do Paquistão e todos eles devem ser membros da entidade. A PFF é responsável pela nomeação dos treinadores das seleções nacionais, seja masculina ou feminina, e da organização do Campeonato Paquistanês de Futebol (primeira divisão) e outras divisões inferiores. O jogo é controlado a nível local, por oito federações de futebol provincial, filiadas à PFF, mas com responsabilidades para organizar e exercer atividades relacionadas ao futebol em sua região, como a Associação de Futebol de Islamabad.

## Histórico
No dia 5 de dezembro de 1947, após a independência da Grã-Bretanha, foi criada a Federação de Futebol do Paquistão. Mohammad Ali Jinnah, primeiro líder do Paquistão, se tornou o patrono em chefe, e em 1948, a PFF se tornou afiliada com a FIFA. É também um dos membros fundadores da Asian Football Confederation quando ela foi estabelecida em 1954.
Ela organizou o primeiro Campeonato Nacional em 1948 em Karachi.
Anteriormente, gerenciamento corrupto e ineficiente, apoio deficiente das autoridades para os jogadores e para o próprio jogo, cobertura mediática deficiente e o status do Críquete como o jogo mais popular no país foram alguns dos fatores do  porquê o futebol permaneceu subdesenvolvido desde a independência. Também devido à política dentro da organização, houve um tempo quando a FIFA suspendeu o Paquistão de todo futebol internacional devido às facções rivais da PFF organizando seus próprios times para participar em competições internacionais e nacionais. Tais coisas impediram qualquer chance de progresso no futebol nas últimas duas décadas.
Contudo, em agosto de 2003, a PFF estava sob novo gerenciamento, quando Makhdoom Syed Faisal Saleh Hayat tomou posse, e ele virou as fortunas do futebol paquistanês. Com a assistência da FIFA, a PFF organizou uma liga nacional de futebol em 2004, a qual é agora chamada de Pakistan Premier League. Em 2005 um Campeonato Nacional foi organizado para o futebol feminino. Em 2007, a inter-cidade Geo Super Football League foi estabelecida, sendo a primeira vez que um grupo de futebol paquistanês foi transmitido ao vivo na televisão nacional pela GEO Super. Ele também se tornou o primeiro torneio profissional de futebol do Paquistão.
No futebol local e internacional, o Paquistão viu os resultados melhorarem. A ascensão do Paquistão atraiu muitos jogadores paquistaneses em todo o mundo tal como o jogador baseado na Inglaterra Zesh Rehman. Contudo mais esforço e honestidade pelos oficiais é requerido para permitir mais progresso do esporte no Paquistão. Atuais ineficiências  e políticas sem brilho continuam dentro da máquina da PFF que sempre impediu o verdadeiro crescimento do jogo no Paquistão em um ritmo mais rápido. 
A liga nacional principal do Paquistão tem três divisões. O Campeonato Nacional de Futebol (Série A) se chama Pakistan Premier League (PPL) enquanto o Campeonato Nacional (Série B) é conhecido como a Pakistan Football Federation League (Campeonato PFF) e o Campeonato Nacional de Clubes (Série C) é a menor divisão. Abaixo desta há ligas regionais como a IFA em Islamabad. Há tambem uma competição nacional eliminatória chamada de Copa Nacional de Desafio de Futebol embora hoje em dia parece ser usada com moderação, como a PFF é uma das organizações mais corruptas, pelos rankings de corrupção da UNESCO.

## Conselho Administrativo
- Presidente: Makhdoom Faisal Saleh Hayat
- Secretário geral: Lt.Col Ahmad Yar Khan Lodhi
- Diretor da Federação: Major Jahangir
- administrador time nacioanal & Relaçõesinternacionais: Babar Khan
- Administrador das mulheres: Qibtia Jamshed